# Everybody's Baby: The Rescue of Jessica McClure
Everybody's Baby: The Rescue of Jessica McClure é um filme para televisão estadunidense, do gênero drama, feito para a rede de televisão ABC e lançado em 21 de maio de 1989. O filme é baseado na história real de Jessica McClure, à época com 1 ano e meio de idade, que em 14 de outubro de 1987 caiu num poço abandonado com cerca de 20 centímetros de diâmetro e 6,7m de profundidade, na cidade de Midland, no Estado do Texas, e foi retirada com vida somente 2 dias e meio depois.
As imagens do resgate, registradas pelo fotógrafo Scott Shaw, ganharam o Prêmio Pulitzer naquele ano.

## Elenco
- Beau Bridges - Richard Czech (Chefe de Policia)
- Pat Hingle - James Roberts (Chefe dos Bombeiros)
- Roxana Zal - Cissy McClure
- Will Oldham - Chip McClure
- Whip Hubley - Robert O'Donnell
- Robin Gammell - Thomas Kaye (Investigador)
- Walter Olkewicz - Policial Andy Glasscock
- Rudy Ramos - Policial Manny Beltran
- Jack Rader - James White
- Guy Stockwell - Bill Jones
- Daryl Anderson - Richard Armstrong
- Mills Watson - Charles Boler
- Patty Duke - Carolyn Henry
- Laura Loesch - Jessica McClure
- Jennifer Loesch - Jessica McClure

## Prêmios e indicações
| Ano  | Prêmio                                      | Categoria                                                              | Indicação      | Resultado | Ref.  |
| ---- | ------------------------------------------- | ---------------------------------------------------------------------- | -------------- | --------- | ----- |
| 1990 | American Society of Cinematographers Awards | Outstanding Achievement in Cinematography in Movies of the Week/Pilots | Shelly Johnson | Indicado  | [ 4 ] |